# Редувій ряджений
Редувій ряджений (Reduvius personatus) — вид комах з родини Reduviidae. Назва комахи обумовлена тим, що її німфа маскує себе за допомогою часточок ґрунту і пилу. Редувій ряджений — хижак, що полює на невеликих членистоногих, таких як мокриці, сітчастокрилі, шкірястокрилі, постільні клопи та терміти. Для людини редувій ряджений безпечний, не є кровососучим, але може вжалити людину, захищаючи себе, якщо його ловити. Укус комахи не несе небезпеки, але може бути болючим і викликати невеликий набряк.

## Морфологічні ознаки
Дорослі особини довжиною 17-22 мм. Забарвлення від темно-коричневого до чорного кольорів. Мають видовжену голову з коротким хоботком, що складається з трьох сегментів, і довгі, тонкі антени. Черевце широке. Має крила. Німфи цього виду схожі на дорослих особин, зазвичай темно-забарвлені, але виглядають сірими, або світло-забарвленими завдяки маскувальному костюму з пилу, піску чи часточок ґрунту. Німфи виділяють липку речовину, яка покриває їхнє тіло повністю, включаючи антени та всі шість ніг, що забезпечує прилипання до них пилу та дрібних часточок ґрунту.

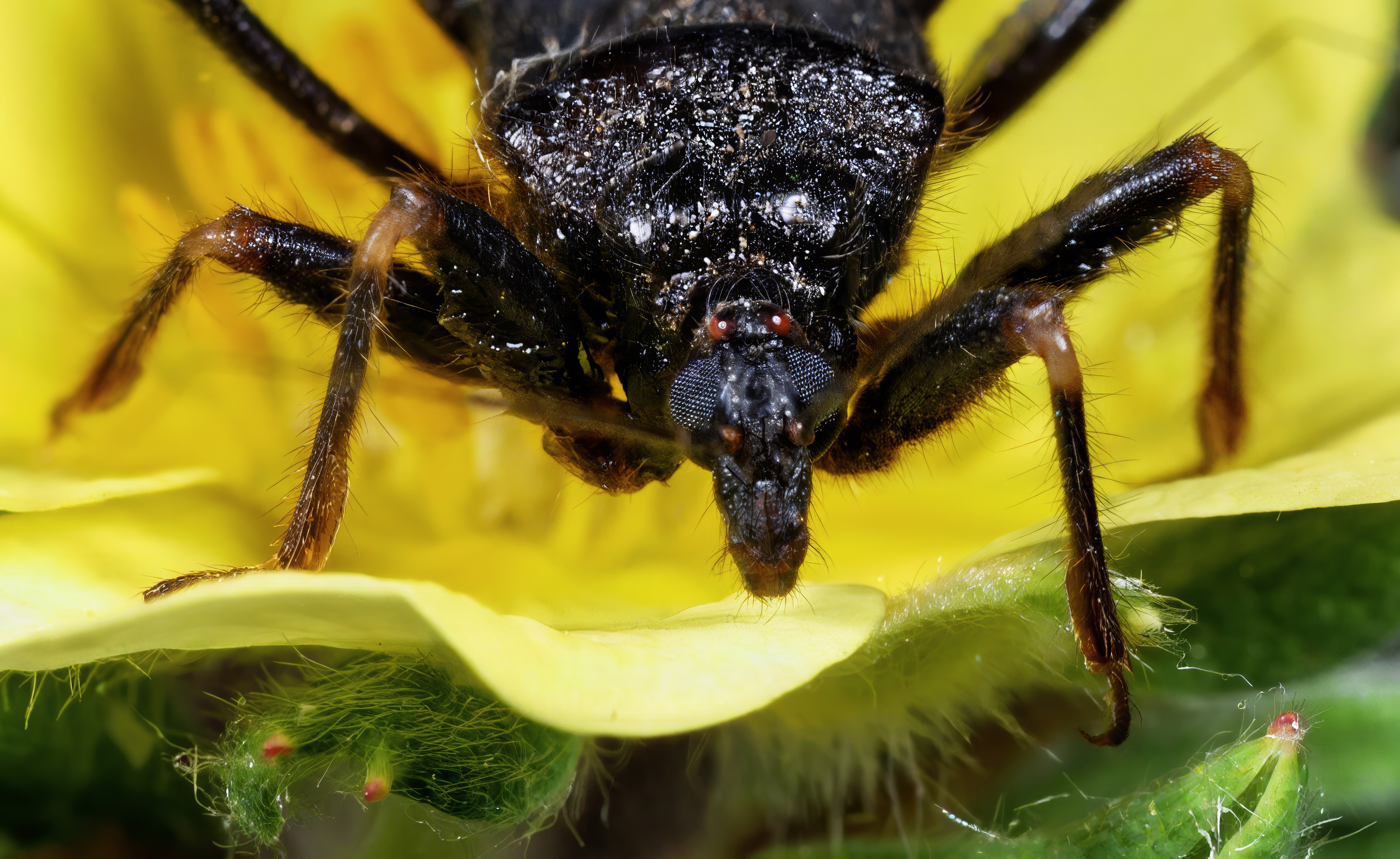
портрет
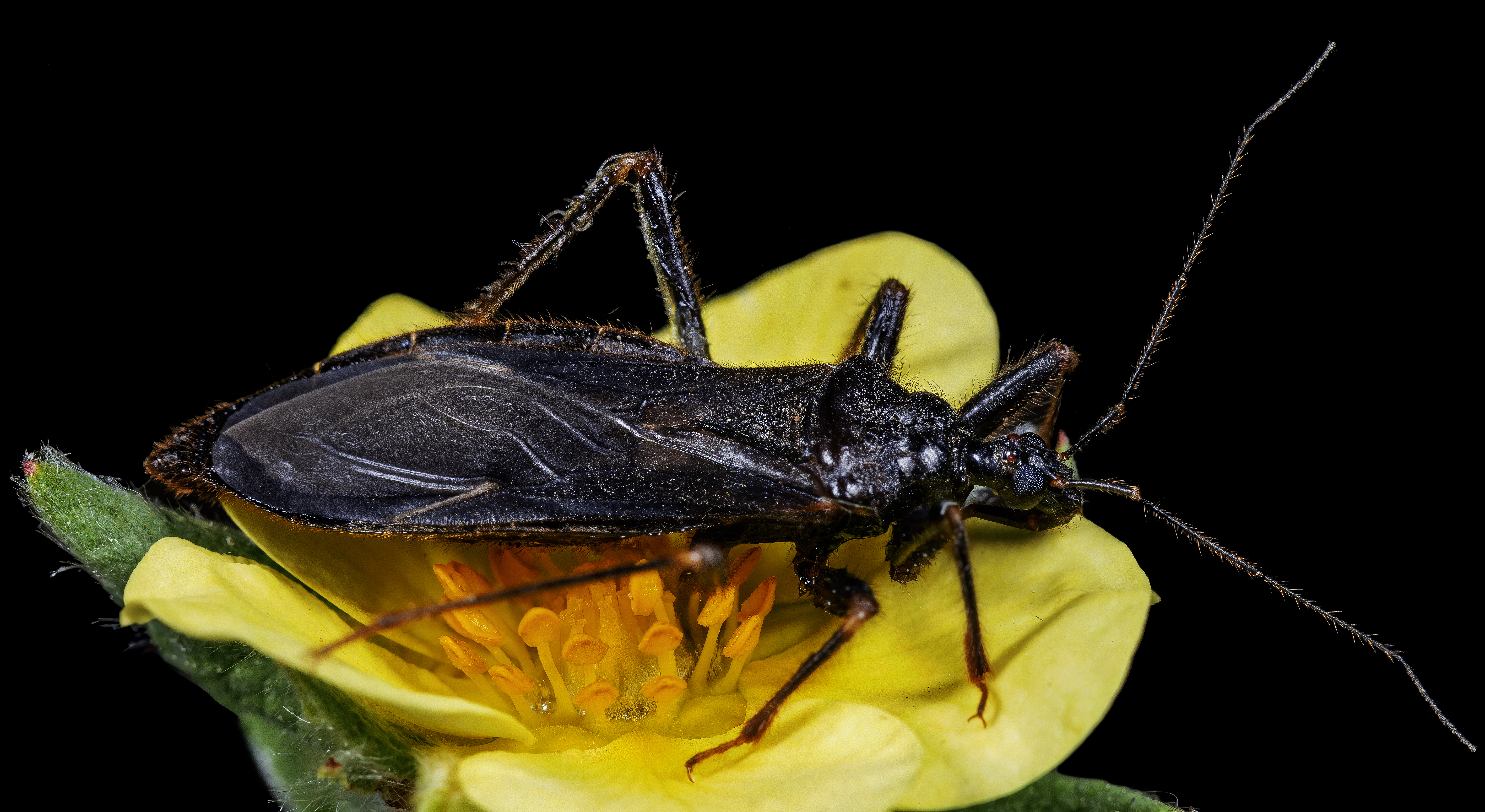
перегляд профілю

## Поширення
Редувій ряджений — це голарктичний вид. Зустрічається в Україні. Батьківщиною редувія рядженого є Європа, але зараз вид також поширений в Північній Америці, куди комахи були випадково завезені і прижилися. Також зустрічається в Південній Африці.

## Життєвий цикл
Редувій ряджений, як і інші напівтвердокрилі (Hemiptera) має життєвий цикл з неповним метаморфозом. На ранніх стадіях розвитку, в стадії німфи, редувій виглядає, як зменшена копія дорослої особини. Зазвичай життєвий цикл цього клопа займає рік. Дорослі особини з'являються пізньої весни і влітку.

## Поведінка

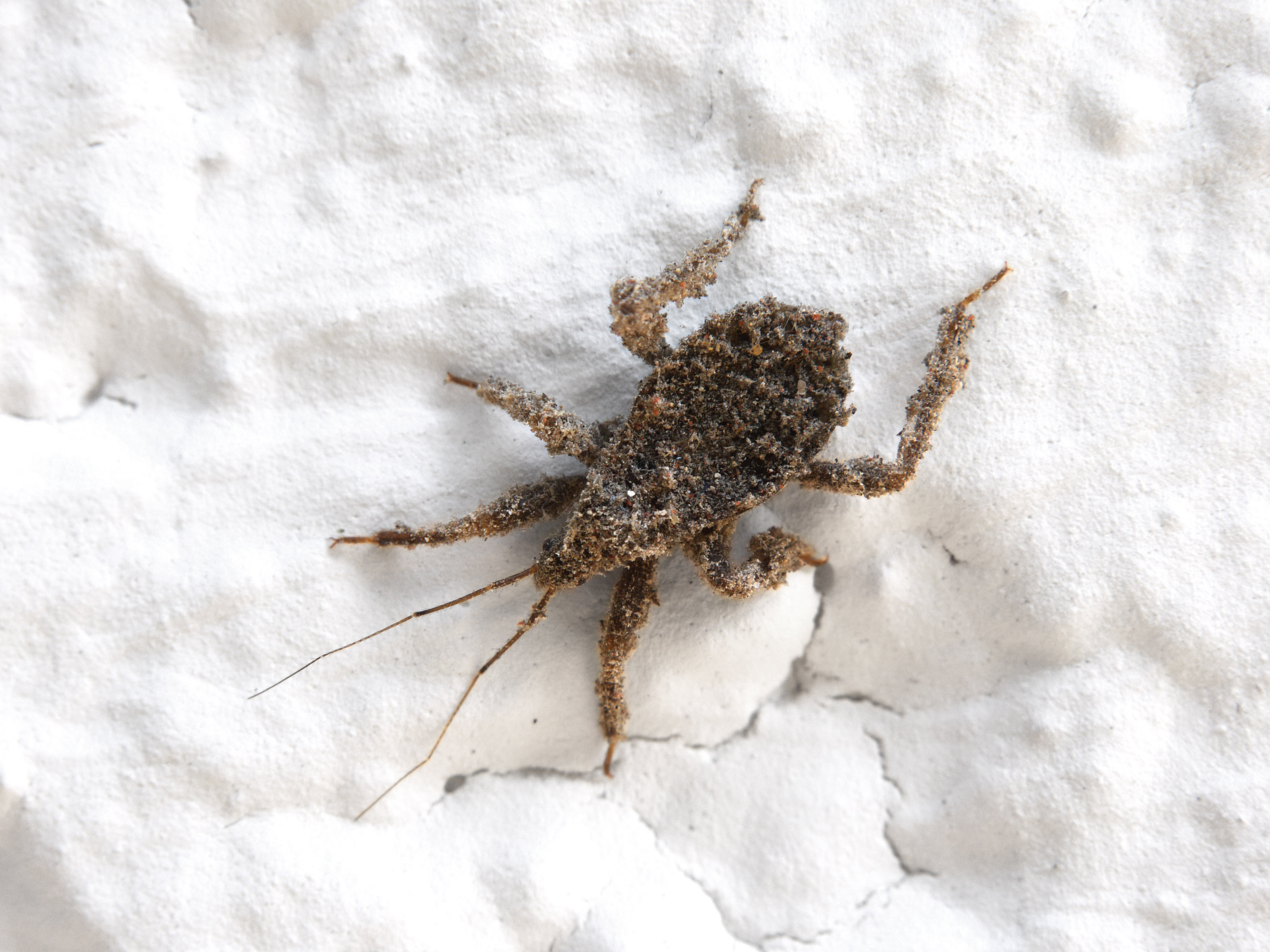
Німфа редувія рядженого, що замаскувалася піском

Німфи редувія рядженого маскуються за допомогою піску. На поверхні їхнього тіла виділяється липка речовина, яка покриває їхнє тіло повністю, включаючи антени та всі шість ніг, що забезпечує прилипання до них пилу та дрібних часточок ґрунту.
Щоб збудувати маскувальний костюм з ґрунту, німфи допомагають собі задніми ногами і tarsal fan. При цьому вибудовується два шари: внутрішній шар з менших часточок і зовнішній шар — з грубіших. Можливо, що саме наявність цих двох шарів в маскувальному костюмі, пояснює наявність на німфах довгих і коротших ворсинок.
Німфа може використовувати зазубрені ворсинки, розташовані на її череві, щоб допомагати розпушувати ґрунт, який вона використовує для виготовлення маскувального костюму. Камуфляж допомагає німфам редувія рядженого залишатися непомітними для жертв під час полювання, а також дозволяє їм залишатися непоміченими для ворогів. Редувій ряджений полює вночі на різних комах, наприклад, на постільних клопів.
І німфи і дорослі особини редувія рядженого — хижаки, які полюють на різних членистоногих, проколюючи їхнє тіло хоботком і висмоктуючи вміст.
У будинках людини редувій ряджений може зустрічатися в невеликій кількості і віддає перевагу сухим місцям. Інколи зустрічаються в будинках, заражених постільним клопом, тому що полюють на останніх.